# آکادمیا یونیورسیتی (پنسیلوانیا)
آکادمیا یونیورسیتی (به انگلیسی: Arcadia University) یک منطقهٔ مسکونی در ایالات متحده آمریکا است که در پنسیلوانیا واقع شده‌است. آکادمیا یونیورسیتی ۵۹۵ نفر جمعیت دارد.